# Russell Smith (Produzent)
Russell Smith (* 21. April 1954 in Springfield, Illinois) ist ein US-amerikanischer Filmproduzent.

## Leben
Smith ist bereits seit Ende der 1980er als Produzent tätig. Sein erster Film war das Drama Der letzte Outlaw von Gary Sinise. Zu den bekannteren Filmen, an denen Smith mitwirkte, gehört z. B. Der Mann in der eisernen Maske aus dem Jahr 1998 mit Leonardo DiCaprio in der Hauptrolle. In der Folgezeit arbeitete er im Rahmen der Produktionsfirma Mr. Mudd besonders häufig mit seinen Produzentenkollegen John Malkovich und Lianne Halfon zusammen. Zu den gemeinsamen Projekten gehören etwa Der Obrist und die Tänzerin, Ghost World oder Art School Confidential. Auch die Komödie Juno aus dem Jahr 2007 entstand in Zusammenarbeit mit Malkovich und Halfon. Für den Film erhielt Smith gemeinsam mit Halfon und Mason Novick bei der Oscarverleihung 2008 eine Nominierung in der Kategorie Bester Film. Außerdem gewannen sie einen Preis bei den Independent Spirit Awards und den Christopher Awards und wurden bei den PGA Awards für den besten Film nominiert.

## Filmografie (Auswahl)
- 1988: Der letzte Outlaw (Miles from Home)
- 1991: Geboren in Queens (Queens Logic)
- 1992: Von Mäusen und Menschen (Of Mice and Men)
- 1998: Der Mann in der eisernen Maske (The Man in the Iron Mask)
- 2001: Ghost World
- 2002: Der Obrist und die Tänzerin (The Dancer Upstairs)
- 2002: Ripley’s Game (Il Gioco di Ripley)
- 2004: The Libertine
- 2006: Art School Confidential
- 2007: Juno
- 2011: Jeff, der noch zu Hause lebt (Jeff, Who Lives at Home)
- 2011: Young Adult
- 2012: Vielleicht lieber morgen (The Perks of Being a Wallflower)
- 2013: Labor Day
- 2015: Demolition – Lieben und Leben (Demolition)